# Grob GF 200
O Grob GF 200 foi um projeto de avião executivo desenvolvido pela Grob Aircraft na Alemanha durante a década de 1980 e 1990.

## Projeto e desenvolvimento
O GF 200 era um monoplano de asa baixa com trem de pouso triciclo retrátil e uma fuselagem altamente aerodinâmica. O motor era montado dentro da fuselagem, atrás da cabine de passageiros e girava uma hélice na configuração por impulsão. Possuía uma cauda em T, mas também uma grande aleta ventral abaixo da fuselagem. Assim como outros projetos da Grob, a construção era inteiramente feita de materiais compósitos e, nesta aeronave em particular, incluindo o eixo de propulsão da hélice.
O desenvolvimento foi iniciado em 1983, mas adiado devido a preocupações acerca da certificação do projeto. Entretanto, com suporte financeiro do governo alemão, o desenvolvimento se iniciou no fim da década de 1980. O projeto foi lançado oficialmente em Hannover em Maio de 1988, com uma maquete do projeto sendo exibida.

## Histórico operacional

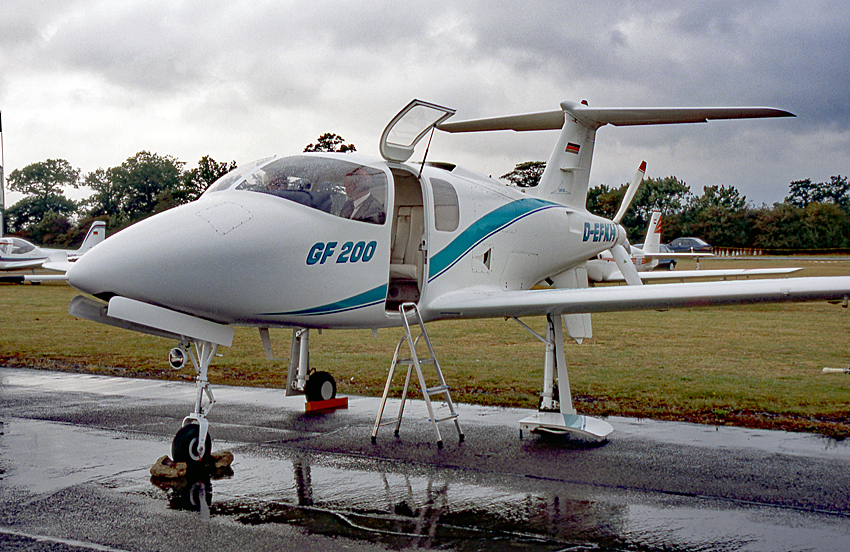
Grob GF 200 sendo apresentado

O protótipo foi efetivamente concluído e apresentado em Março de 1991 e o primeiro voo deveria ocorrer em Maio, mas aconteceu apenas em 26 de Novembro.
A aeronave fez sua primeira aparição pública no Show Aéreo de Berlin em 1992. Testes de voo iniciais revelaram problemas com a refrigeração do motor e ruído excessivo. O primeiro problema foi resolvido com entradas de ar redesenhadas.
O protótipo serviria como aeronave de testes e para demonstração, e não tinham muitos dos itens que seriam incorporados em uma aeronave de produção, incluindo a pressurização da cabine, equipamento de degelo e até o interior da cabine. Quando a Grob não conseguiu suporte financeiro para prosseguir no projeto, a empresa iniciou a construção de um outro protótipo em 1997, o GF 250, na expectativa de que este seria mais atrativo a possíveis parceiros.
Outros desenvolvimentos incluíram o turboeixo GF 300 e o GF 350 com dois motores turboeixo girando uma única hélice.